# Valle de Spiti
Spiti es un valle del norte de Himachal Pradesh (Cordillera del Himalaya, en India) formado por el río de este nombre formado por la unión del río Spiti y el Para; los ríos Alto Chandra e Isamp forman valles complementarios. El principal afluente del Spiti es el río Pin y los principales pueblos Dankar y Kaza. Forma parte del Distrito de Lahaul y Spiti.

## Historia
El valle se cree que tuvo un gobierno separado a veces vinculado a principados tibetanos. En 1630 cayó en manos de Sinagi Namgyal, rey de Ladakh, quien concedió el territorio a su tercer hijo Tenchbog. Poco después pasó al principado de Guge situado en el este, en Tíbet para regresar a dominio de Ladakh en 1720 después de la guerra entre Guge y Tíbet. El rey de Ladakh se casó con la hija del comandante tibetano y recibió Spiti como dote, ya pesar de los efectos Spiti permaneció una provincia de Ladakh pero por su situación remota y aislada continuó de hecho con un real autogobierno, con un oficial enviado periódicamente para recaudar tributo y recibir el juramento de fidelidad. En 1841 los sijs anexionaron el principado de Kulu y enviaron una fuerza a Spiti. Los habitantes se retiraron a las montañas y los invasores saquearon casas y monasterios; pero los sijs se retiraron de inmediato y no intentaron anexionar el valle que restó posesión nominal de Ladakh. En 1846 cuando los sijs de Lahore tuvieron que ceder los estados del Trans-Sutlej después de la primera Guerra Sikh, el gobierno británico anexionó Spiti a Kulu y cedió otros territorios a cambio a Cachemira, continuador de Ladakh (anexionado por Cachemira el 1842). En 1846 el capitán A. Cunningham y el señor Vans Agnew delimitaron la frontera entre Spiti, Ladakh y el Tíbet chino. El valle quedó administrado por señores hereditarios locales con título de "nono" aconsejado y controlado por un subcomisionado de Kulu y auxiliado por cinco ancianos o gatos. Una regulación especial que reconocía la autonomía del valle fue promulgada en 1873.

## Geografía
El valle y sus alrededores se encuentran entre las regiones menos pobladas de la India. La población local, que habla bhoti, sigue el budismo tibetano.
Tradicionalmente, la agricultura era de subsistencia, pero en las últimas décadas se ha desplazado hacia los cultivos comerciales. Spiti es un destino popular para la fotografía, el avistamiento de leopardos de las nieves y el turismo de aventura de varios tipos, incluidos los deportes de invierno.
La población son mongoles y budistas. El valle tiene numerosos monasterios.
El valle de Spiti posee un clima árido y frío, ya que está situado en la zona de sombra de lluvias monzónicas del Himalaya. La precipitación media anual es de unos 50 mm y las nevadas son inferiores a 200 cm. Esporádicamente, puede haber hasta 15 mm de lluvia en un día, lo que provoca erosión y deslizamientos de tierra. Las temperaturas extremas son de -25 °C en invierno y de 15 °C en verano.